# Sahib
Sahib ou Sahbi (sahiba au féminin), de l'arabe صاحب, signifiant à l'origine « ami, compagnon », issu de la conjugaison sahiba صحب « il accompagnait », mais utilisé par la suite comme signifiant « seigneur », est un mot de l'hindi ou du bengalî signifiant monsieur, maître, ou à l'origine, seigneur.

## Usages aux Indes britanniques
Aux Indes britanniques durant les périodes féodale et coloniale, sahib était également un titre honorifique, utilisé seul ou en compagnie d'autres titres, pour les aristocrates de naissance, y compris certains chefs d'État princiers et/ou certains membres de leur dynastie.

### Usages combinés pour les régnants de premier ordre
(Cette liste est probablement incomplète. Les saluts mentionnés sont ceux de 1947, dont certains sont le résultat de promotions successives)
- Le titre de Maharaja Jam Sahib était uniquement en usage dans le grand État princier de Nawanagar (salut par 13 coups de canon)

- Le titre de Maharaja Raj Sahib dans les États secondaires du Gujarat et du Dhrangadhra-Halvad (salut par 13 coups de canon) ; celui de Maharana Raj Sahib était en usage à Wankaner (salut par 11 coups de canon)

- Le titre de Maharaja Rana Sahib était utilisé dans la principauté de Porbandar (salut par 13 coups de canon)

- Le titre de Thakur Sahib était beaucoup plus rare d'emploi et plus haut placé que le simple usage de Thakur (la plupart du temps, il s'agissait d'emplois dans des territoires n'ayant pas le statut de principauté, ce qui ne donnait pas le droit au salut au canon). Il était également utilisé dans des États au salut (États auxquels les gouverneurs anglais avaient attribué à titre honorifique le droit au salut par 9 coups de canon) qu'étaient les États de Dhrol, Limbdi, Palitana et de Rajkot.

### Usages pour les régnants de deuxième ordre
Dans différentes dynasties, les membres ayant un certain rang généalogique étaient gratifiés de différentes combinaisons et titres additionnels, pouvant là aussi comprendre le terme de sahib. Cela pouvait même arriver dans les dynasties musulmanes, par exemple les fils du nabab régnant au Junâgadh utilisaient les termes de nababzada avant leur prénom, puis celui de khanji suivi du prénom du père, et enfin sahib.
Ici encore, ce pouvaient être des usages dans des titres combinés :
- Le titre de Sahib-i-Jah, soit « seigneur », ou « détenteur de la dignité » était le titre du nabab régnant dans l'État du Baoni.

### Usages comme titre de régnant non-indien
Le Bey de Tunis, un Arabo-berbère installé lors de la suzeraineté ottomane en Afrique du Nord — période connue également sous le nom de « régence » depuis la période de protectorat français — se donnait pour titre celui de Basha Bay Tunis, Sahib al-Mamlaka at-Tunisiyya (« Bey de Tunis, Seigneur de la régence de Tunis »), titre laissant penser que sa régence était du même acabit que celle des maliks (roi en arabe). Ce titre fut changé en 1956 (et ce jusqu'au 25 juin 1957) en « Roi (Padishah) des Tunisiens et commandant des fidèles ».

### Titres dérivés pour des princes non régnants

#### Sahibzada
Cette dérivation, utilisant le suffixe persan -zada(h), littéralement 'fils (ou descendant mâle successeur ; à comparer avec le 'shahzada') du sahib', était également (une partie d') un titre porté par certains princes de sang des dynasties musulmanes, par exemple :
- les fils du nabab régnant à Arkât (le chef de famille ; pensionnaires politiques, ils constituent le dernier titre princier reconnu officiellement par la république indienne) sont dénommés Sahibzada (prénom) Khan Bahadur, et pas Nababzada (fils du nabab) comme la logique le laisserait supposer.

- à Bahawalpur, au Pakistan, les plus jeunes fils du nabab ou de l'émir sur le trône étaient désignés comme suit : Sahibzada (prénom) Khan Abassi ; mais l'héritier du trône était quant à lui appelé : Nababzada (prénom) Khan Abassi, Wali Ahad Bahadur.

- à Baoni, les fils cadets et les autres descendants mâles du nabab régnant, dans la lignée patriarcale, portaient le titre de Sahibzada (prénom) Khan Bahadur, tandis que le prince héritier du trône était le Nawabzada (prénom) Khan, Wali Ahad Bahadur ; ces deux types de personnes pouvaient être promues au titre de nabab.

- à Bhopal, les petits-fils du nabab régnant portaient le titre de Sahibzada (prénom) Khan, tandis que l'héritier était le Wali Ahad Bahadur, et ses frères cadets désignés par le titre de Nawab (prénom) Khan Bahadur.

- à Jaora, ce sont les neveux et autres membres éloignés de la lignée régnante plutôt que les fils du nabab qui portaient le titre de Sahibzada (prénom) Khan ; les fils du nabab étaient des nababzada.

- à Khudadad (Srirangapatna), dans l'empire musulman du sultan Tippu fondé sur le royaume de Mysore, les petits-fils et autres descendants mâles du Padishah bahadur souverain portaient le titre de Sahibzada (prénom), jusqu'à ce qu'en 1860 le gouvernement colonial indien n'étende à cette région l'application du titre honorifique en vigueur pour les fils des nababs régnants, à savoir Shahzada (prénom) Sahib.
- à Maler Kotla, où l'héritier du trône portait le titre de Nababzada (prénom) Khan Bahadur, les fils cadets du nabab portaient le titre de Sahibzada (prénom) Khan Bahadur.

- à Savanur, où les fils du nabab en place portaient le titre de Nababzada, les autres descendants mâles de la lignée princière portaient celui de Sahibzada (prénom) Khan Sahib, tandis que les descendants mâles les plus éloignés avaient droit au titre de Sardar (prénom) Khan Sahib.

D'autres combinaisons pouvaient encore être utilisées. Par exemple :
- à Hyderâbâd, grand État dirigé par son Nizâm musulman, chaque fils du souverain portait le titre (complet) de Walashan Nabab (titre personnel), Sahibzada Mir (prénom) Khan Bahadur. Pour l'héritier du trône, tout ceci était suivi par prince de Berar ; cette personne était appelée Sa Grandeur, ce qui était normalement réservé aux princes régnants ayant un salut d'honneur à 11 (plus tard 9) canons.

- à Loharu, où l'héritier du trône se nommait le Nababzada Mirza (prénom) Khan, les fils plus jeunes et les descendants mâles du nabab au pouvoir, dans la lignée patriarchale, portaient le titre de Sahibzada Mirza (prénom) Khan.

- à Murshidabad (siège actuel du titre de la maison royale de Bengale), les autres fils et descendants mâles du nabab au pouvoir dans la lignée patriarchale, portaient le titre de Sahibzada Sayyid (prénom) Mirza.

- à Sachin, les petits-fils et autres descendants mâles du nabab sur le trône, dans la lignée patriarchale, portaient le titre de Sahibzada Sidi (prénom) Khan Bahadur, tandis que l'héritier était appelé Nababzada Sidi (prénom) Khan Bahadur, Wali-ahad Sahib, et les fils cadets Nababzada Sidi (prénom) Khan Bahadur.

#### Wali-ahad Sahib
- à Palanpur, les fils cadets du nabab sur le trône et les autres descendants mâles de la lignée patriarchale portaient le titre de Sahibzada (prénom) Khan ; tandis que l'héritier était appelé Nababzada (prénom) Khan, Wali-ahad Sahib.
- voir ci-dessus le cas de Sachin.

## Usages coloniaux et actuels
Ce terme était également utilisé comme une manière respectueuse de s'adresser à un Européen (usage mentionné pour la première fois en 1673), considéré comme un invité d'honneur.
Sous le raj britannique, il devint la forme coutumière de s'adresser à un Européen (memsahib en étant la forme féminine) par les indigènes.
Depuis que le féodalisme et le système de castes ont été officiellement abolis, le terme est largement tombé en désuétude en Inde. Toutefois, au Pakistan, il est toujours utilisé, signifiant « monsieur ». Le même terme est également rattaché aux noms des gurûs sikhs.

## Musahib
Ce titre (au pluriel musāhibān), étymologiquement issu du participe présent du verbe signifiant « s'associer à », signifie compagnon originel, associé, ami (un terme abstrait associé est musāhabat). Comme les racines grecque Philos et latine Comes (qui a donné comte) dans l'Empire romain, ce terme désigna par la suite un favori (d'un Sahib, particulièrement un prince), pour des positions très proches comme celle d'aide de camp, et même pour un ministre dans certains États princiers.

## Divers
- Le livre saint du sikhisme, l'Adigrantha ou Guru Granth Sahib, le porte dans son titre.
- Le Nishan Sahib est le nom du drapeau sikh qui est placé au-dessus des gurdwaras.
- Le dessinateur Louis Ernest Lesage utilisait ce pseudonyme.

## Sources et références
- RoyalArk - Toutes les familles princières du monde (en)
- « Dictionnaire Platts - définition du Musahib (en) »(Archive.org • Wikiwix • Archive.is • Google • Que faire ?)